# Valleroy (Meurthe-et-Moselle)
Valleroy é uma comuna francesa localizada na região administrativa de Grande Leste, no departamento de Meurthe-et-Moselle. Estende-se por uma área de 12,26 km². Em 2010 a comuna tinha 2 368 habitantes (densidade: 193,1 hab./km²).